# Квинт Фабий Максим Рулиан
Вижте пояснителната страница за други личности с името Квинт Фабий Максим.
Квинт Фабий Максим Рулиан (на латински: Quintus Fabius Maximus Rullianus) e политик на Римската република, пет пъти консул и изтъкнат генерал през Самнитските войни.

## Биография
Произлиза от фамилията Фабии. Син е на консул Марк Фабий Амбуст. Брат е на Марк Фабий Амбуст (началник на конницата 322 пр.н.е.) и Гай Фабий Амбуст (началник на конницата 315 пр.н.е.).
През 325 пр.н.е. Квинт Рулиан е magister equitum. През 322 пр.н.е. e консул с Луций Фулвий Курв. През 315 пр.н.е. и вероятно през 313 пр.н.е. той е диктатор. През 310 пр.н.е. е отново консул и води военни кампании против етруските.
През 308 пр.н.е. е консул и воюва срещу Перуджа. През 304 пр.н.е. той е цензор. През 297 пр.н.е. той е консул. През 295 пр.н.е. е за пети път консул.
Той е баща на Квинт Фабий Максим Гург (консул 265 пр.н.е.) и прадядо на Квинт Фабий Максим.